# Au service de Sa Majesté (film)
Pour les articles homonymes, voir Au service de Sa Majesté.
Cet article possède un paronyme, voir Au service secret de Sa Majesté.
Pour plus de détails, voir Fiche technique et Distribution.
Au service de Sa Majesté (O.H.M.S. On His Majesty's Service) est un film britannique réalisé  par Raoul Walsh, sorti en 1937.

## Synopsis
Accusé d'un crime qu'il n'a pas commis, Jimmy Tracy, un mauvais garçon new-yorkais, fuit en Angleterre en empruntant l'identité de sa supposée victime, un Canadien. Sur place, il se retrouve presque malgré lui enrôlé dans l'armée britannique. Il rencontre Bert Dawson, militaire de carrière. Tous deux aimeraient conquérir le cœur de Sally Briggs, la fille du sergent-major. Mais lorsque les combats font rage, l'amitié et la solidarité prennent le dessus.

## Fiche technique
- Titre original : O.H.M.S.
- Titre français : Au service de Sa Majesté
- Titre américain : You're in the Army Now
- Réalisation : Raoul Walsh
- Scénario : Austin Melford (en), Bryan Edgar Wallace, d'après un scénario original de Lesser Samuels et Ralph Gilbert Bettison
- Direction artistique : Edward Carrick, Ernö Metzner
- Costumes : Marianne
- Photographie : Roy Kellino
- Son : Sid Wiles
- Musique : Jack Beaver
- Direction musicale : Louis Levy
- Montage : Charles Saunders
- Numéro musical par : Maurice Sigler, Al Goodman et Al Hoffman
- Adaptation française (version originale sous-titrée) : Gérard Cuq
- Producteur :  Sydney Box
- Producteur associé : Geoffrey Barkas
- Société de production : Gaumont British Picture Corporation
- Société de distribution : Gaumont British Distributors
- Pays d'origine :  Royaume-Uni
- Langue originale : anglais
- Format : noir et blanc — 35 mm — 1,37:1 — son mono (Full Range Recording System)
- Genre : comédie dramatique
- Durée : 87 minutes
- Tournage : aux studios de Shepherd's Bush et d'Aldershot.
- Dates de sortie :
  - Royaume-Uni : janvier 1937
  - États-Unis  : 15 avril 1937
  - France : 25 novembre 1939

## Distribution
- Wallace Ford : Jimmy Tracy
- John Mills : Bert Dawson
- Anna Lee : Sally Briggs
- Grace Bradley : Jean Burdett
- Frank Cellier : Sergent-Major Briggs
- Peter Croft : un étudiant américain
- Arthur Chesney : le papa gâteau
- Frederick Leister : le vice-consul
- Leo von Pokorny : le Grec
- Richard Gray
- James Pirrie
- Henry Hallett
- Lawrence Anderson : le marchand
- Robertson Hare
- Atholl Fleming : l'instructeur militaire
- Arthur Seaton
- Peter Evan Thomas : le général
- Ernest Jay
- Cyril Smith : le steward
- Arnold Bell : Matthews
- Pat Vyvyan
- Donald Gadd
- Denis Cowles
- Arnold Bell
- Leslie Roberts : le chorégraphe
- Jack Donohue
- Tutta Rolf

## Chanson du film
- Turning the Town Upside Down : Samuel Lerner, Al Goodhart et Al Hoffman